# 102

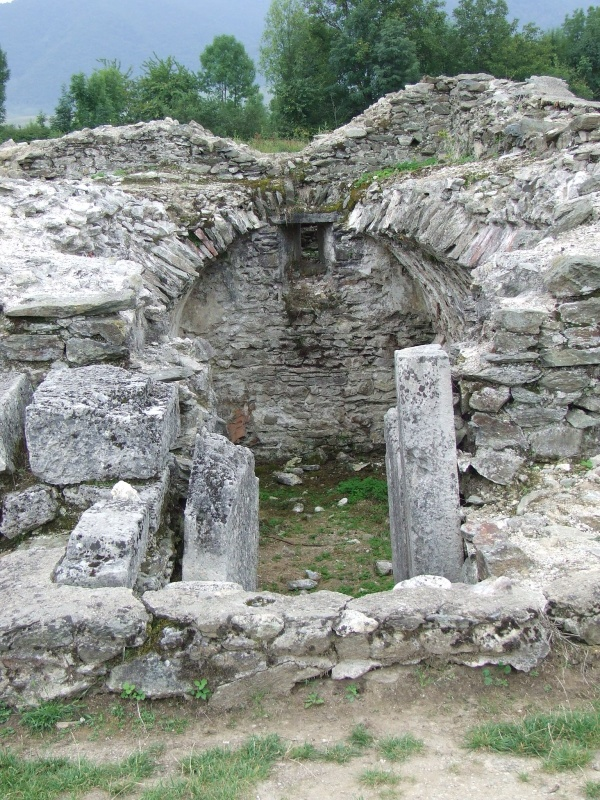
De ruïnes van Sarmizegetusa

Het jaar 102 is het 2e jaar in de 2e eeuw volgens de christelijke jaartelling.

## Gebeurtenissen

### Balkan
- Keizer Trajanus hervat zijn veldtocht tegen de Daciërs. Het Romeinse leger begint een opmars naar de vestingstad Sarmizegetusa en ondervindt hevige tegenstand. Koning Decebalus geeft zich over en accepteert onder dwang een vredesverdrag. Dacië wordt een vazalstaat van Rome.

### China
- De Chinezen worden na dertig jaar overheersing uit Oost-Turkestan verdreven. Ban Chao keert terug naar Luoyang (hoofdstad van de Han-dynastie) en overlijdt aan een ziekte.

## Geboren
- Lucius Ceionius Commodus, adoptiefzoon van keizer Hadrianus (overleden 138)

## Overleden
- Ban Chao (70), Chinese diplomaat en veldheer